# Magyar Sakkélet
A  Magyar Sakkélet a Magyar Sakkszövetség folyóirata volt 1951 és 1984 között. Az Ifjúsági Lap- és Könyvkiadó Vállalat adta közre.

## Története
Előzménye a Magyar Sakkvilág (1911–1950 között megjelenő sakkfolyóirat, amely 1922–1950 között a Magyar Sakkszövetség lapja) volt.
Első száma 1951. januárban jelent meg 24 oldalon, mint az Országos Testnevelési és Sportbizottság folyóirata. Felelős szerkesztője Szabó László volt, a szerkesztőbizottság tagjai: Tóth László, Barcza Gedeon, Bán Jenő, Lindner László és Tafferner József voltak. Egy szám ára 3 forint volt, az éves előfizetés 36 forintba került. A szerkesztőség a Guszev utca 6. II. emeletén volt található. A szerkesztőség már a második szám kiadása előtt átköltözött az V. kerület Irányi u 5. I. emeletre. Az impresszumban külön megjelölték, hogy Lindner László és Tafferner József a feladvány- és végjátékrovatot szerkesztették, de már az első számtól kezdve minden alkalommal voltak hírek a levelezési sakkról is. 1952. márciustól a szerkesztőbizottság tagja lett Asztalos Lajos is.
1954. augusztustól a feladvány- és végjátékrovatot az Országos Társadalmi Sakkszövetség Feladványbizottsága szerkesztette. 1954. október és 1956. február között Bán Jenő nem szerepelt az újság szerkesztőbizottságának tagjai között. Az 1956. novemberi szám kimaradt, de a következő hónapban dupla, 1956. november-decemberi számként lett kiadva. Ez utóbbin a szerkesztők neve név szerint nem lett feltüntetve.
1957-ben csak márciusban jelent meg az 1–2. szám, az impresszum szerint a Magyar Sakkszövetség folyóirataként, 32 oldal terjedelemben. A szerkesztőbizottság tagjai: Barcza Gedeon, Bán Jenő és Tóth László; a feladványrovatot Páros György és Sziráki Géza, a levelezési rovatot Négyesy György vezette. A 3. számtól 16 oldalon került kiadásra. A hiányok pótlására a 7. számot követően, augusztusban Tóth László szerkesztésében egy rendkívüli kettős számot adtak ki, amely 48 oldalon a XI. és a XII. magyar sakkbajnokság összes játszmáját tartalmazta, rövid elemzésekkel, kommentárokkal ellátva. A XI. magyar bajnokság játszmáit Négyesy György, a XII. magyar bajnokság játszmáit Flórián Tibor elemezte. Szeptemberben ismét dupla szám jelent meg, ezzel érve utol magát a lapkiadás. 1959. augusztusban Bán Jenő lett a felelős szerkesztő, szeptemberben Szabó László visszakerült a szerkesztőbizottságba, majd 1959. októbertől ismét ő a főszerkesztő, és a felelős szerkesztő Bán Jenő maradt.
1961. januártól Szerényi Sándor lett a szerkesztőbizottság elnöke, a tagok száma jelentősen bővült: Barcza Gedeon, Bán Jenő, Flórián Tibor, Gábor Zoltán, Négyesy György, Páros György, Schneider Miklós, Szabó László, Szily József, Tóth László, Vécsey Zoltán vettek részt a szerkesztésben. A szerkesztőség székhelye ekkor Budapest V. Aulich u 7, majd az 1962. januári számban már a sakkszövetség új székházának címe, az V. kerület Néphadsereg u 10. lett feltüntetve.
1964. januártól a szerkesztőbizottság tagja lett Schneider Miklós, és Szabó László neve mellett a szerkesztő, Barcza Gedeon neve mellett a főmunkatárs, Bán Jenő neve mellett a szakszerkesztő titulus jelent meg. 1964. márciusban Tóth László elhunyt, helyét az 1965. márciusi számtól Földeák Árpád vette át.
Az 1969. júliusi számtól a szerkesztőbizottság elnöki tisztét Vető József vette át, a szerkesztőségbe bekerült Haág Ervin, Hajtun József és Ozsváth András. 1971. januártól Gábor Zoltán lett a szerkesztőbizottság elnöke.
1972. márciustól távozott a szerkesztőségből Szabó László és Bán Jenő, helyükbe Bárczay László (szerkesztő) és Meleghegyi Csaba (szakszerkesztő) lépett. Barcza Gedeon a szerkesztőség tagja maradt, de főmunkatársi helyét Haág Ervin vette át. A szerkesztőség új tagja lett Vécsey Zoltán helyett Adorján András és Eperjesi László. 1973. januártól a lap terjedelme az addigi 20-ról 24 oldalra, az ára 3 forintról 5 forintra emelkedett. 1974. február és 1976. december között csak a szerkesztőbizottság elnöke és a szerkesztő lett feltüntetve az impresszumban. 1976. januárban a szerkesztőség új tagja a korábbiakon kívül Bakcsi György, Csom István, Lilienthal Andor és Szilágyi Péter. 1977. februártól a szerkesztő Haág Ervin lett Bárczay László helyett, aki azonban a szerkesztőség tagja maradt. 1977. júniustól a szerkesztőbizottság tagja lett Bilek István is.
1979. januártól a terjedelem (a borítókkal együtt) 34 oldalra nőtt, az újság ára 7 forint 50 fillérre emelkedett. 1979. áprilistól a szerkesztőbizottság elnöke Portisch Lajos, a szerkesztő dr. Földi József lett. 1979. júliustól a szerkesztőbizottság tagja lett Forintos Győző is. 1981-ben a 28 oldalban megjelenő havilap ára 9 forintra emelkedett. 1981. januártól Bárczay László nem vett részt a szerkesztőbizottság munkájában, helyét 1981. áprilistól Petronicsné Verőci Zsuzsa vette át, majd 1982. januártól Makai Zsuzsa is a szerkesztőség tagja lett. 1983. januárban Adorján András neve már nem szerepel a szerkesztőség tagjai között. 1983. júniustól Portisch Lajos helyett Flórián Tibor lett a szerkesztőbizottság elnöke. Az 1984. júniusi számtól Ozsváth András lett a felelős szerkesztő, júliustól dr. Lakó László vette át a szerkesztőbizottság elnöki tisztét, Flórián Tibor a szerkesztőbizottság tagja maradt, amely szeptembertől Szentgyörgyi Józseffel, novembertől Bottlik Ivánnal bővült.
Az 1984. decemberben jelent meg ezen a néven a Magyar Sakkszövetség folyóirataként az utolsó szám, még fekete-fehér nyomásban, 24 oldalon és 4 borítólapi tartalommal. Felelős szerkesztője Ozsváth András volt. Az újság ekkor 9 forintba került.
Megszűnése után a Sakkélet című folyóirat vette át a szerepét, dupla oldalszámmal és színes nyomásban.